# Ginástica artística nos Jogos Olímpicos de Verão de 2004 - Trave
A final feminina da trave de equilíbrio da ginástica artística nos Jogos Olímpicos de Verão de 2004 foi realizada no Olympic Indoor Hall de Atenas, em 23 de agosto.

## Medalhistas
| Ouro   | ROU Cătălina Ponor   |
| Prata  | USA Carly Patterson  |
| Bronze | ROU Alexandra Eremia |

## Atletas classificadas
- ROU Cătălina Ponor
- USA Carly Patterson
- ROU Alexandra Eremia
- RUS Anna Pavlova
- CHN Li Ya
- AUS Allana Slater
- USA Courtney Kupets
- CHN Zhang Nan

## Resultados
| Pos.              | Ginasta              | Nota A | Pen. | Total |
| ----------------- | -------------------- | ------ | ---- | ----- |
| Medalha de ouro   | ROU Cătălina Ponor   | 10.00  |      | 9.787 |
| Medalha de prata  | USA Carly Patterson  | 10.00  |      | 9.775 |
| Medalha de bronze | ROU Alexandra Eremia | 10.00  |      | 9.700 |
| 4                 | RUS Anna Pavlova     | 10.00  |      | 9.587 |
| 5                 | USA Courtney Kupets  | 10.00  |      | 9.375 |
| 6                 | CHN Zhang Nan        | 10.00  |      | 9.237 |
| 7                 | CHN Li Ya            | 9.800  |      | 9.050 |
| 8                 | AUS Allana Slater    | 9.700  |      | 8.750 |